# I Killed Your Dog
I Killed Your Dog — третий студийный альбом американского экспериментального мультинструменталиста L’Rain (её настоящее имя Taja Cheek) из Бруклина, изданный 13 октября 2023 года на лейбле Mexican Summer.

## История
L’Rain (её настоящее имя Taja Cheek) анонсировала альбом 23 августа 2023 года как самопровозглашённую «анти-разрывную» пластинку. В пресс-релизе альбом был представлен как её «самое смелое заявление на сегодняшний день» и раскрытие фирменной смеси «инди-пад-рока и экспериментальной электроники». В этом альбоме Чик намерена показать «более смелую, грубую, дьявольскую сторону» своего псевдонима, «погружение во тьму». Альбом исследует её собственное представление о «мире противоречий», который описывается как «чувственный», но «ужасающий и странный». Говоря о названии альбома, Чик пояснила, что оно звучит «ужасно», но вызывает в памяти множество вещей, о которых она думает «все сразу». Она заключила, что название было выбрано для того, чтобы просто «вызвать у слушателя чувство», и это чувство должно «представлять все», о чем говорит Чик в своих текстах. Однако музыкант также отметила, что везде, где они записывались для альбома, всегда была студийная собака.
В звуковом плане «I Killed Your Dog» заставляет музыканта погрузиться в «клубящиеся звуковые ландшафты» с «более непосредственным влиянием рока и фолка», а также демонстрирует «кристаллизацию тактильного подхода L’Rain к написанию песен». Музыкант экспериментирует с «тропами рок-музыки», «родословной фолка как чёрной музыки в Америке» и своим опытом игры в «гитарных группах». Для записи альбома Чик привлекла постоянных соавторов Эндрю Лаппина и Бена Шапото-Каца.

## Отзывы
| Совокупная оценка | Совокупная оценка |
| Источник          | Оценка            |
| ----------------- | ----------------- |
| Metacritic        | 87/100            |
| Оценки критиков   |                   |
| Источник          | Оценка            |
| Pitchfork         | 8.7/10            |

Альбом получил положительные отзывы музыкальной критики и интернет-изданий. На сайте Metacritic, который присваивает нормализованный рейтинг из 100 баллов рецензиям основных критиков, альбом получил средний балл 87 на основе 6 профессиональных рецензий, что означает «благоприятные отзывы».
Pitchfork наградил альбом знаком отличия «Лучшая новая музыка», а Стивен Кирс написал, что он «переделывает обычно интроспективную музыку L’Rain в сказочные барокко-пейзажи», и альбом «более смелый и дерзкий, чем предыдущие записи L’Rain, каждая гармония, петля и скетч наполнены энергией».
Pitchfork признал его 12-м лучшим альбомом 2023 года.

## Список композиций
Слова и музыка всех песен — Taja Cheek.
| №                   | Название                     | Длительность |
| ------------------- | ---------------------------- | ------------ |
| 1.                  | «Sincerity Commercial»       | 0:34         |
| 2.                  | «Our Funeral»                | 2:55         |
| 3.                  | «Pet Rock»                   | 2:45         |
| 4.                  | «I Hate My Best Friends»     | 1:08         |
| 5.                  | «I Killed Your Dog»          | 3:29         |
| 6.                  | «All the Days You Remember»  | 0:23         |
| 7.                  | «5 to 8 Hours a Day (WWwaG)» | 4:30         |
| 8.                  | «Sometimes»                  | 1:07         |
| 9.                  | «r (Emote)»                  | 3:41         |
| 10.                 | «Uncertainty Principle»      | 3:35         |
| 11.                 | «Oh Wow, a Bird!»            | 0:04         |
| 12.                 | «Knead Bee»                  | 2:49         |
| 13.                 | «Monsoon of Regret»          | 0:33         |
| 14.                 | «Clumsy»                     | 2:53         |
| 15.                 | «What's That Song?»          | 0:20         |
| 16.                 | «New Year's UnResolution»    | 4:55         |
| Общая длительность: | Общая длительность:          | 35:41        |